# Labyrinthocyathus facetus
Labyrinthocyathus facetus är en korallart som beskrevs av Stephen D. Cairns 1979. Labyrinthocyathus facetus ingår i släktet Labyrinthocyathus och familjen Caryophylliidae. Inga underarter finns listade i Catalogue of Life.